# II. arméfördelningen (1893–1927)
II. arméfördelningen var en svensk arméfördelning inom Försvarsmakten som verkade åren 1893–1927. Förbandsledningen var förlagd i Linköpings garnison i Linköping.

## Historik
Genom 1892 års härordning bildades 3. arméfördelningen 1893, arméfördelningen ersatte då det tidigare 2. militärdistriktet. År 1902 antogs namnet II. arméfördelningen. I samband med försvarsbeslutet 1925 beslutades att II. arméfördelningen skulle upplösas. Den 1 januari 1928 upphörde arméfördelningen. Av dess ingående trupper fördes Smålands arméartilleriregemente (tidigare benämnt Smålands artilleriregemente) till Östra arméfördelningen. Det nya Livgrenadjärregementet (bestående av de tidigare Första och Andra livgrenadjärregementena) och det nya Jönköpings-Kalmar regemente (bestående av de tidigare Jönköpings regemente och Kalmar regemente) överfördes till den nya Östra brigaden, som ingick i Östra arméfördelningen. Slutligen så upphörde Smålands husarregemente och Östgöta trängkår helt.

## Verksamhet
Arméfördelningschef hade en särskild stab, vilken bestod av 1 stabschef och 1 generalstabsofficer (båda på generalstabens stat), 2 såsom adjutanter ur underlydande truppförband kommenderade officerare, 1 fortifikationsofficer (på fortifikationens stat), 1 fördelningsintendent och 1 expeditionsintendent (på intendenturkårens stat), 1 fördelningsläkare och 1 fördelningsveterinär.

### Inskrivningsområde
År 1925 omfattade II. arméfördelningen följande inskrivningsområden: Kalmar, Jönköping, Östergötlands västra, och Östergötlands östra.

## Ingående trupper

### 1915
År 1915 bestod arméfördelningen av följande förband:

- Första livgrenadjärregementet (I 4)
- Andra livgrenadjärregementet (I 5)
- Jönköpings regemente (I 12)
- Kalmar regemente (I 21)
- Smålands husarregemente (K 4)
- Smålands artilleriregemente (A 6)
- Östgöta trängkår (T 6)

### 1925
År 1925 bestod arméfördelningen av följande förband:

- 3. infanteribrigaden: Första livgrenadjärregementet (I 4) och Andra livgrenadjärregementet (I 5)
- 4. infanteribrigaden: Jönköpings regemente (I 12) och Kalmar regemente (I 21)
- Smålands husarregemente (K 4)
- Smålands artilleriregemente (A 6)
- Östgöta trängkår (T 6)

## Förläggningar och övningsplatser

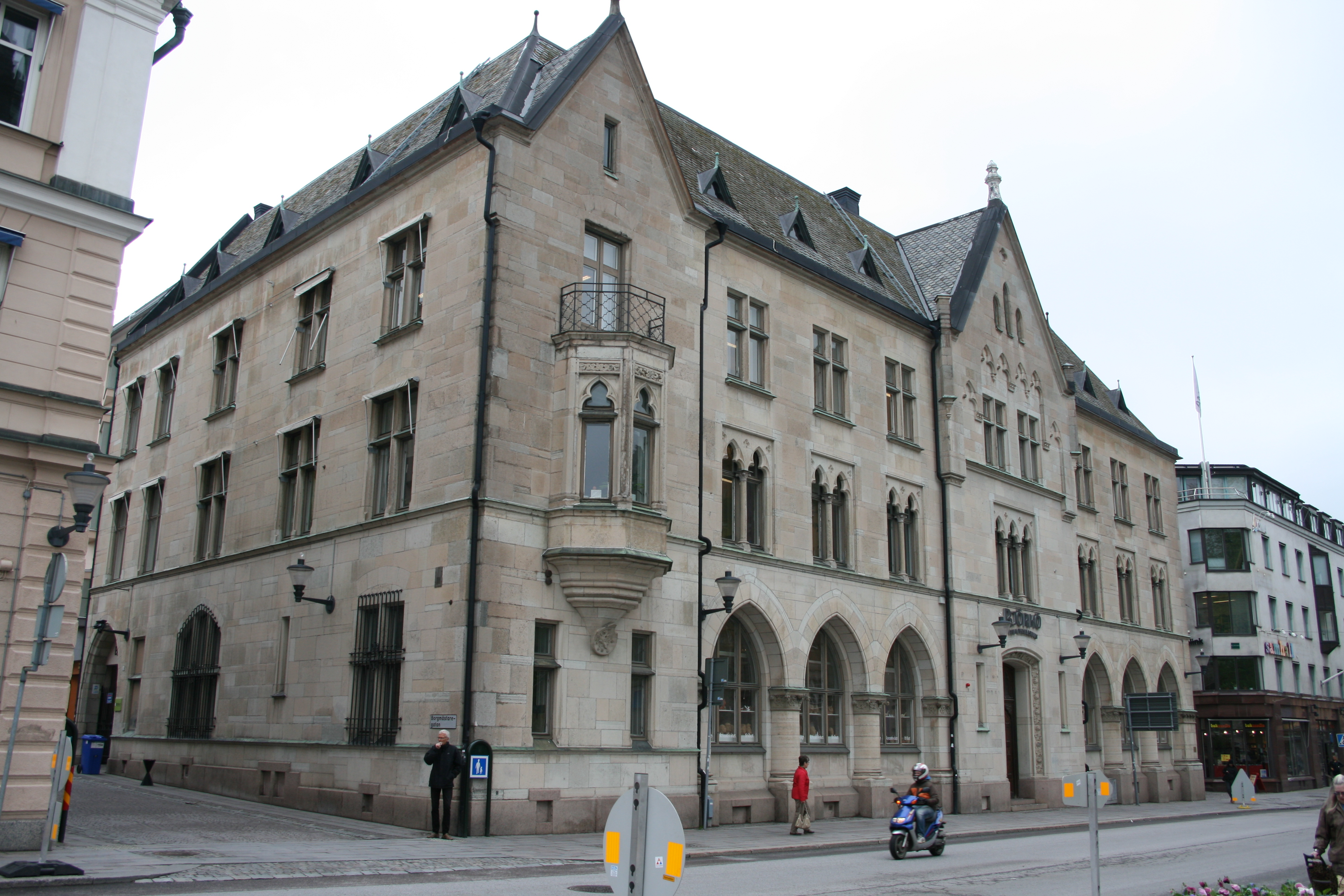
Gamla Riksbankshuset i Linköping.

Till det gamla Riksbankshuset på S:t Larsgatan 26 förlades 1894 staben för 2. arméfördelningen, då den omlokaliserades från Eksjö garnison. Genom försvarsbeslutet 1925 upplöstes staben och omorganiserades till Östra brigaden, vilken förlades 1931 till kanslihuset på den östra delen av dubbelkasernområdet vid Regementsgatan I Linköping.

## Förbandschefer
- 1893–1902: Generallöjtnant Carl Bror Munck af Fulkila
- 1902–1913: Generallöjtnant Gustaf Uggla
- 1913–1914: Generallöjtnant Lars Tingsten
- 1914–1922: Generallöjtnant Pehr Hasselrot
- 1922–1926: Generallöjtnant Thorsten Rudenschöld
- 1926–1927: Generalmajor Ludvig Hammarskiöld

## Namn, beteckning och förläggningsort
| 2. arméfördelningen  | 1893-10-01 | – | 1901-12-31 |
| II. arméfördelningen | 1902-01-01 | – | 1927-12-31 |

| Eksjö garnison (F)      | 1893-10-01 | – | 1894-??-?? |
| Linköpings garnison (F) | 1894-??-?? | – | 1927-12-31 |